# 佐井
佐井（サイ，Yamanaka Sai）是日本漫畫《火影忍者疾風傳》系列中的一个人物。結局篇與山中井野結為連理，改名為山中祭，育有一子山中井陣。佐井現為木葉高層，暗部的領袖。

## 個人檔案
- 性格──正直、順從
- 喜歡的食物──豆腐花
- 討厭的食物──丸子
- 妻子:山中井野
- 兒子:山中井陣
- 興趣──繪畫、書法
- 希望交手的對象──旗木卡卡西
- 重視的人──信、漩渦鳴人、山中井野、山中井陣、春野櫻
- 喜歡的字句──夥伴 / 朋友
- 查克拉屬性：水、土、陰、陽[1]
- 忍者學校畢業年齡：9歲
- 中忍升級年齡：10歲
- 又名:佐 井

## 身世
佐井是第二部中第七班的新成員，他的加入是为了代替叛离的佐助。特徵為黑髮黑瞳和白色肌膚（被井野形容外觀有點像佐助）。
原本為孤兒，被帶進“根”這個組織後變成沒有感情的殺人工具，過去他結交了一個摯友，並視其為哥哥，但最後他的哥哥死於絕症，此後佐井封閉了感情並陷入孤獨。
參與第七班的任務中（實為“根”派遣的機密任務——刺殺佐助），“佐井”成了代稱，其真名不詳。
起初佐井與第七班的關係很僵，總是用假笑博取信任，但這些舉動只讓他招來厭煩，甚至被鳴人說這傢伙根本代替不了佐助。
在看見鸣人對於羈絆的執著後，佐井逐漸產生感情的概念，並開始重視他人的感受。後來他學習表達感情以及替夥伴取綽號，曾在櫻面前說井野是美女（講反話）。此後他學會看場合說話，人際關係逐漸好轉。
佐井從未給畫作取過名字，他無法感覺畫裡的的情感。他的繪圖能力是忍術的來源，超獸偽畫可以把圖畫具現化。另一忍術“墨分身”和其他分身術相似，是以墨水構成的分身。

### 繪本
佐井總是帶著一本無標題的繪本，他從來不給人看這本書，在偶然中被櫻看見。繪本裡沒有任何文字，只有畫。封面和封底各為佐井和他的哥哥。

#### 兩個少年的故事
封面和封底的第一頁為故事的起始，記述兩個少年的故事，佐井和他的哥哥打倒一個又一個的敵人，並奪取敵人的武器和鎧甲。佐井的故事是從封面開始，由雙數頁打敗單數頁的敵人；哥哥的故事是從封底開始，由單數頁打敗雙數頁的敵人。因此看著繪本的時候，鳴人提出了一個問題「既然是這樣，那麼中間的那頁……」櫻翻開中間的那頁時，右邊畫著沒有五官（表情）的佐井，而左邊是空白的。櫻問過佐井，佐井說自從他的哥哥死掉，他就不記得左邊那一頁是畫什麼的。

##### 空白頁
動畫270話，鳴人在尋找佐助的中途因九尾化的傷未好而倒地，在鳴人醒來後，佐井想起中間空白頁的內容，是佐井和哥哥兩人笑著牽手的樣子。

## 在动畫中的表现

### 第二部

#### 佐助和佐井篇
祭由他的上司志村段藏安排到大和暫領的卡卡西小隊，執行會見蠍安插在大蛇丸集團的間諜的任務。離開木葉後，祭就開始說佐助的壞話，還因此被櫻一拳擊倒。一路上，祭與其他隊友經常鬥嘴，關係緊張。當見到間諜藥師兜後，大蛇丸突然出現，想要把化妝成蠍的大和殺掉。之後，鳴人與大蛇丸展開戰鬥，祭趁機離開，執行他真正的極密任務。祭接近了戰鬥後的大蛇丸，並用段藏的一封信取得大蛇丸的信任，於是和兜一起返回老巢。
在回到大蛇丸的老窩後，祭見到了佐助。佐助對祭的出現毫不在意，祭的一席話還引起佐助的怒目相視，這令沒有感情的祭都不寒而慄。祭之後就被囚禁在一間牢房裡，第七班其餘成員就是在此找到祭的。於是，祭便透露了他的「真正」任務，即是讓大蛇丸與段藏聯合摧毀木葉。卡卡西小隊一行人便把祭捆好，並開始尋找佐助。祭對他們的計劃不抱希望，他認為佐助已經離開鳴人。可鳴人回答道，以前他很討厭佐助，但經歷成為隊友的時光，他們已成為最好的「朋友」。鳴人的話似乎打動了祭，之後他便一句話都沒說。
這時候，兜卻出現了，放開了祭，想讓他作為隊友擊敗卡卡西小隊，可意外的是，祭反而制伏了兜。之後，鳴人和祭分在一組搜尋佐助，當他們休息時，祭發現鳴人很像他死去的哥哥，並立刻在他的畫書上畫上了他和他哥哥的笑臉，祭這時才展現出真正的微笑。大蛇丸的到來打破了這短暫的歡樂回憶，鳴人拖住大蛇丸，祭則繼續尋找佐助。一方面，祭逐個房間進行搜查，另一方面，由於大和隊長和櫻的加入，大蛇丸撤退了。不過大和發現了祭的任務筆記，上面寫著「殺掉佐助」。
於是，卡卡西小隊隊員分頭尋找祭，阻止他進行任務。可祭還是先一步找到睡夢中的佐助，祭使用忍術想抓住佐助，卻被佐助發現。佐助問祭這樣做的目的，祭告訴他自己不準備繼續任務，而是把佐助帶回鳴人那裡。打鬥引來了卡卡西小隊的其他隊員，一番戰鬥後，佐助還是跟著大蛇丸走了。雖然鳴人再次失去佐助，但他得到了另一個夥伴，祭。

#### 守護忍十二士篇
動畫組自創故事。在奪回佐助行動失敗後幾天，接獲了新的任務，聽說有盜墓賊要盜取前雷遁四人眾的遺體，因此新卡卡西小組便前往火之寺調查，意外認識一名忍僧──空。新卡卡西小組隨著空前往尋找放置四人眾遺體的隱形墓地時遭到敵人攻擊，先是由一名叫不動的大漢施展名叫「有為轉變」，類似迷宮的奇異忍術將新卡卡西小組隔開，再由另一名敵人不緣設下陷阱，祭誤觸陷阱遭到巨大的毒蜘蛛攻擊而受了傷。因此新卡卡西小組只能暫時回到木葉。祭回到木葉醫院修養的期間，敵方卻又進攻木葉忍者村，最後敵方首領降土 (和馬)和阿斯瑪準備分出個高下，因為祭睡不著想出來看一看風景，正好目睹了木葉忍者村的慘況，他用忍術將降土困住，而後阿斯瑪也殺了幾年前就該殺掉的人……

#### 追捕飞段角都篇
在第七班重组后，佐井利用业余时间到木叶图书馆学习与人相处的技巧。不过书本上的与实际毕竟有差别，佐井在实践中困难重重，不过鸣人却时时鼓励他。在一次第七班与第十班聚餐时，佐井的表现终于有些像样了。佐井后来参与援助第十队的追捕飞段角都任务。因为鹿丸与其他队员分开战斗，佐井与樱前去支援。不过赶到时鹿丸早已结束与飞段的战斗。最后两队队员安全返回木叶。

#### 追捕宇智波鼬篇
回到木叶后，鸣人、佐井一行人去吃拉面，鸣人由于在前次的战斗中右手受伤，难以吃拉面，于是佐井就想餵他吃。他们离开时，木叶丸出现，用色诱术向鸣人挑战，这被樱评价为无聊忍术，木叶丸不服气，用了另一个男版色诱术，就是複製裸体的佐助和佐井。樱即表現得很興奮，但卻讓鸣人很鬱闷，不服氣。；而佐井自己却不以为意。目前他跟隨大和及卡卡西所率的隊伍，圍捕前來阻撓的宇智波斑，但卻仍未有出戰的場面。

#### 第七班篇
鳴人向他詢問段藏的事，佐井示出舌上的咒印並表示無法提及此事，否則會全身麻痹而無法動彈。與雲隱使者交手後，得知佐助擄走雲隱導師一事。後來與小李、牙、櫻到鐵之國尋找鳴人蹤跡，與鳴人順利會合，事後與小李、牙、櫻離去，但跟隨櫻等人的是他的墨分身，他告訴鳴人，與鳴人同期的木葉忍者加入了將佐助殺死的行列，連櫻也下定決心準備與佐助了斷，使鳴人震驚不已。途中被櫻施放迷霧昏倒在地上，清醒後得知段藏死訊，與其他根成員討論接下來的事。

#### 第四次忍界大戰篇
祭被分配到奇襲部隊，出發前還想要為勘九郎取暱稱。他利用水墨忍術召喚飛鳥，令埋伏部隊能夠迅速前進戰場，結果遇上了地達羅與赤砂蠍的伏擊部隊。在那群被穢土轉生之術召喚出來的忍者當中，祭意外看到自己的大哥也在被召喚出來的忍者行列，但他的大哥當面勸籲祭快點離開現場。戰鬥中，祭一度被地達羅的引爆黏土炸傷。地達羅出言嘲笑祭的水墨忍術不能夠稱作藝術，因為大哥受到操控而憤怒的祭，利用水墨忍術召喚出兩名風神、雷神樣的巨人和一隻巨鳥，從地達羅與蠍的背後展開襲擊將兩人從空中擊落。於此同時，他的大哥看見祭珍藏的畫冊中，兩人握手微笑的畫面，回憶起生前祭說過要為他繪圖的記憶。原本祭在無奈的心情下，轉頭對大哥表示準備終結兩人間從未開始的決鬥，但是他的大哥因為見到佐井的畫作而心滿意足，靈魂因此得以解脫，消失在祭的面前。祭含淚目送大哥，並且暗地道出了感謝。
及後他召喚出水墨飛鳥再度前進，卻遇上桃地再不斬與白，被白的忍術擊落地面。後來在地面的戰爭中協助卡卡西以封印術封印前忍刀七人眾的通草野餌人。後在卡卡西的指示下負責以繪畫封印轉生的忍者，如忍刀七人眾的西瓜山河豚鬼、「爆遁」忍者狩。
後陷入宇智波斑的無限月讀(月之眼)的幻術之中，直至戰爭落幕始脫離無限月讀的狀態。

#### 結局篇
第四次忍界大戰落幕不久，祭前往調查由源吾所率領的叛忍們所構築的國家，卻中計而被洗腦成為源吾左右手，以假裝要被處刑的方式擒獲了鹿丸。之後被趕來相助的山中井野告知自己是重要的朋友後不由自主地流淚而脫離控制。事後祭做為謝禮和井野約會。(鹿丸真傳)多年後，祭和井野結為夫妻，婚後育有一子井陣，之後和結為夫妻並育有一女的丁次及輕再度聚會，並在旁試圖勸服因為孩子遲到而生氣的妻子。

### 《博人传-火影次世代-》
漫画中负责调查调查“貉”组织的动向，动画中负责調查村民的失控事件。

### 剧场版

#### The Last
擊敗多個傀儡忍者

#### 火影忍者劇場版：慕留人
中忍考試第一場主考官

## 術
| 招式名稱          | 簡介 | 種類   | 等級 |
| ----------------- | --- | ------ | ---- |
| 墨霞              | 墨汁圍繞全身，可在墨中掩飾自己撤退。 | 忍     | C    |
| 墨分身            | 墨水的分身術，是具有實體的分身術，所以不易被識破，執行潛入、暗殺等任務時非常有用，只要遭受攻擊就會變回墨水。                                               | 忍     | C    |
| 忍法·墨流         | 用墨水變成條狀以束縛住敵人。 | 忍     |      |
| 超獸偽畫          | 佐井擁有兩本卷軸，兩本卷軸都附有墨水。能將畫出的形體，利用陰的性質實質化的墨水忍術。主要是用於偵查的忍術，但也能因畫出的形體不同，而擁有相對應的戰鬥能力。 | 忍     | B    |
| 超獸偽畫·老鼠     | 召喚出大量的老鼠，進行大範圍偵查。 | 忍     |      |
| 超獸偽畫·蛇       | 召喚出黑蛇，捆住敵人後，化作墨流的前置動作。 | 忍     |      |
| 超獸偽畫·亂獅子   | 畫出酷似沖繩獅的獅子，將其召喚出來，撲向敵人。(延伸技能:超獸偽畫˙甲全集)                                                                                   | 忍     |      |
| 超獸偽畫·大鳥     | 畫出酷似老鷹的大鳥，將其召喚出來，乘坐飛上天，進行空戰或空中偵查。                                                                                         | 忍     |      |
| 超獸偽畫·風神雷神 | 為祭在盛怒之下使用的墨水忍術，畫出風神雷神去戰鬥，一出現就輕鬆就把人在空中的地達羅跟蝎擊落至地面。                                                         | 忍     |      |
| 超獸偽畫·白龍     | 遊戲原創奧義。拿出事先畫好白龍的巨大卷軸，召喚出白龍戰鬥，威力極為驚人。                                                                                   | 忍     |      |
| 封印術·虎視眈彈   | 佐井最強之術，用特製的大毛筆畫出老虎，召喚其老虎將敵人抓住並一同封印於紙中，於第四次忍界大戰使用，用於封印由穢土轉生召喚出的死人。                         | 封印術 |      |
| 超獸偽畫·甲全集   | 用獅子痛擊對手，使對手浮空的術。 | 忍     |      |